# Eugenia Mateianu
Eugenia Mateianu, z domu Țărăngoiu (ur. 8 kwietnia 1936 w Kiszyniowie) – rumuńska florecistka, uczestniczka letnich igrzysk olimpijskich.
Mateianu reprezentowała Rumunię na Letnich Igrzyskach Olimpijskich 1960 w Rzymie. Brała udział w florecie drużynowym razem z Ecateriną Orb-Lazăr, Olgą Szabó-Orbán i Marią Vicol. W fazie grupowej Rumunki zajęły 2. miejsce po zwycięstwie nad Brytyjkami i porażce z Węgierkami. W ćwierćfinale przegrały ze Wspólną Reprezentacją Niemiec i ostatecznie zostały sklasyfikowane na 5. miejscu razem z czterema innymi drużynami.